# Comté de Stanley
Pour les articles homonymes, voir Stanley.
Le comté de Stanley est un comté situé dans l'État du Dakota du Sud, aux États-Unis. En 2020, sa population est de 2 980 habitants. Son siège est Fort Pierre.

## Histoire
Créé en 1873, le comté est nommé en l'honneur du général David S. Stanley, commandant du Fort Sully (en), dans le comté voisin de Sully.

## Démographie
Selon l'American Community Survey (en), en 2010, 97,75 % de la population âgée de plus de 5 ans déclare parler l'anglais à la maison, 0,74 % l'allemand et 0,56 % une autre langue.
| 1880 | 1890  | 1900  | 1910   | 1920  | 1930  |
| ---- | ----- | ----- | ------ | ----- | ----- |
| 793  | 1 028 | 1 341 | 14 975 | 2 908 | 2 381 |

| 1940  | 1950  | 1960  | 1970  | 1980  | 1990  |
| ----- | ----- | ----- | ----- | ----- | ----- |
| 1 959 | 2 055 | 4 085 | 2 457 | 2 533 | 2 453 |

| 2000  | 2010  | - | - | - | - |
| ----- | ----- | - | - | - | - |
| 2 772 | 2 966 | - | - | - | - |